# Robert Sidney Foster
Sir Robert Sidney Foster, GCMG, KCVO (* 11. August 1913; † 12. Oktober 2005 in Cambridge, Cambridgeshire, England) war ein britischer Kolonialbeamter, der unter anderem zwischen 1970 und 1973 erster Generalgouverneur von Fidschi war.

## Leben
Robert Sidney Foster, Sohn von Sidney Charles Foster und Jessie Edith Fry, trat 1934 in den kolonialen Verwaltungsdienst (Colonial Administrative Service) ein. Nach zahlreichen Verwendungen in den folgenden Jahrzehnten wurde er für seine langjährigen Verdienste 1961 zum Companion des Order of St Michael and St George (CMG) ernannt. Ebenfalls 1961 wurde er zunächst Chefsekretär der Kolonialverwaltung und war im Anschluss von 1963 bis 1964 stellvertretender Gouverneur des Protektorats Njassaland. Er wurde am 7. Mai 1964 als Knight Commander des Order of St Michael and St George (KCMG) geadelt, so dass er fortan das Prädikat „Sir“ führte.
Am 16. Juni 1964 übernahm er als Nachfolger von Sir David Trench den Posten als Hoher Kommissar für den Westpazifik und bekleidete diesen bis zum 6. März 1969, woraufhin Sir Michael David Irving Gass seine Nachfolge antrat. Zugleich war er als Hoher Kommissar in Personalunion zwischen dem 16. Juni 1964 und dem 6. März 1969 auch Gouverneur des Protektorats Salomon-Inseln.
Im Dezember 1968 wurde Sir Robert Sidney Foster Nachfolger von Sir Derek Jakeway als Gouverneur von Fidschi. Am 5. März 1970 wurde er des Weiteren als Knight Commander des Royal Victorian Order (KCVO) und am 9. Oktober 1970 als Knight Grand Cross des Order of St Michael and St George (GCMG) ausgezeichnet. Nach der Unabhängigkeit von Fidschi vom Vereinigten Königreich am 10. Oktober 1970 als Vertreter von Königin Elisabeth II. erster Generalgouverneur von Fidschi. Dieses Amt bekleidete er bis zum 13. Januar 1973 und wurde daraufhin von Ratu Sir George Cakobau abgelöst. Als Gouverneur beziehungsweise Generalgouverneur war er kraft Amtes auch Oberkommandierender der Streitkräfte Fidschis.